# Докучаевский зоопарк

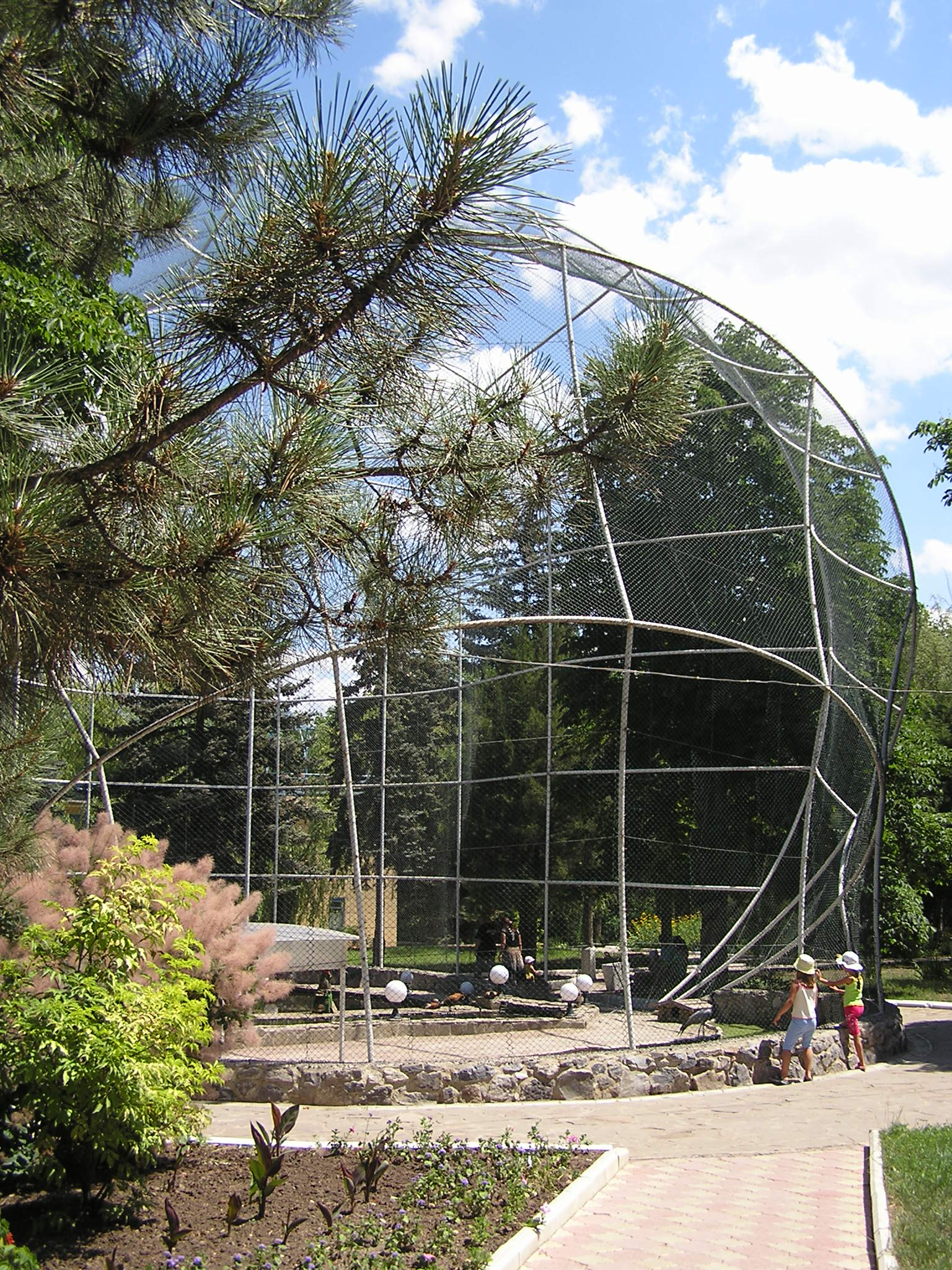
Вольер для птиц

Докучаевский зоопарк — первый в Донбассе зоопарк. Создан усилиями трудового коллектива местного предприятия ОАО «Докучаевский флюсо-доломитный комбинат». В 2001 г. на предприятии появился зооуголок. Затем была расчищена, благоустроена и озеленена территория заброшенного детского лагеря. На месте старого бассейна появилось «Лебединое озеро», на месте фонтана — орлятник, на месте столовой — террариум. Восстановлена оранжерея, проложена детская железная дорога «7 чудес света», повсюду расставлены скульптуры героев детских сказок. Первыми жителями зоопарка стали два павлина. Затем появились утки-мандаринки, горные гуси, муфлоны, крокодил и другие животные. Сегодня их насчитывается уже более сотни видов, семь из которых занесены в Красную книгу. Особая гордость зоопарка — пара черных лебедей из Туркмении из личного питомника Сапармурата Ниязова.
Сейчас этот комплекс называется Зоосад «Лебединое озеро». Кроме зоопарка, в нем находятся дендрарий, террариум, музей карьерной техники ОАО «Докучаевский флюсо-доломитный комбинат», детская железная дорога и другие развлечения. В 2013 году вход в зоопарк стал бесплатным (отдельно взимается плата за посещение дендрария, террариума и пользование некоторыми аттракционами).
В 2008 году в парке бы установлен фонтан-памятник минералу доломит. Авторы — Виктор Васильевич Пономарёв, Сергей Гульченко, Виктор Алёшин. Доломит — минерал, добываемый в карьерах Докучаевска, градообразующим предприятием ОАО «Докучаевский флюсо-доломитный комбинат».
На 2024 год Докучаевский зоопарк переживает упадок в следствии активных боевых действий, много волонтерских движений а так же организаций оказывают помощь. Большее количество животных было утрачено.